# Schedeldrager
De schedeldrager (Craniophora ligustri) is een nachtvlinder, die behoort tot de familie Noctuidae, de uilen. De vlinder komt in heel Nederland vooral op zandgrond voor. De naam heeft de vlinder te danken aan de op de bovenkant van het borststuk zittende tekening in de vorm van een schedel.
De vlinder verschijnt half april en is te zien tot eind september. Er zijn twee generaties per jaar. De spanwijdte van de vlinder is 30 tot 40 mm. De voorvleugel is bruinachtig olijfgroen en heeft een grote witte of groenachtige vlek in de vorm van een kroontje. De tot 35 mm lange, zwak behaarde rups is te zien van juni tot oktober. De rups overwintert als pop onder het mos op boomstammen.
De schedeldrager komt vooral voor op de es, de sering en de wilde liguster en is te vinden in loofbossen, op struiken, in graslanden en moerassen.